# Pedro Pedrucci
Pedro Catalino Pedrucci Valerio (Montevideo, 30 settembre 1961) è un ex calciatore uruguaiano, di ruolo centrocampista.